# 阿尔卡峰
44°55′35″N 6°26′51″E / 44.92639°N 6.44750°E
阿尔卡峰（法語：Pointe des Arcas），是法國的山峰，位於該國東南部，由上阿爾卑斯省負責管轄，屬於多菲内前阿尔卑斯山脉中埃克蘭山的一部分，海拔高度3,478米，人類在1878年7月12日首次登頂。